# Шарно сир Ен
Шарно сир Ен (фр. Charnoz-sur-Ain) је насељено место у Француској у региону Рона-Алпи, у департману Ен (Рона-Алпи).
По подацима из 2011. године у општини је живело 913 становника, а густина насељености је износила 137,92 становника/km².

## Демографија
| 1962. | 1968. | 1975. | 1982. | 1990. | 2011. |
| ----- | ----- | ----- | ----- | ----- | ----- |
| 103   | 141   | 155   | 267   | 416   | 913   |